# Эскадренные миноносцы типа 1934A
Эскадренные миноносцы типа 1934А — тип эскадренных миноносцев, состоявший на вооружении кригсмарине во второй половине 1930-х — первой половине 1940-х годов, развитие типа 1934.
Всего было построено 12 кораблей. При закладке корабли получили традиционные для германского флота обозначения (Z от немецкого «Zerstorer» — эсминец), но уже в ходе строительства им были присвоены имена в честь морских командиров времён Первой мировой войны. За пределами Германии эсминцы типов 1934 и 1934А известны по названию головного корабля как корабли типа «Леберехт Маасс». В официальных документах немецкого флота для них применялись только именные названия.

## Конструкция

### Архитектурный облик
Корпуса эсминцев — без седловатости, с большим удлинением: отношение длины к ширине составляло более 10,5. Примерно 40 % длины корпуса занимал полубак. Толщина бортовой обшивки составляла 6—11 мм, а палубной 13 мм, что позволяло ей противостоять пулеметному обстрелу с воздуха. На эсминцах применялась поперечная система
набора корпуса. Форштевень был почти вертикальным, наверху слегка скругленным, корма — транцевая, закругленная, с характерные для немецких кораблей тоннельным образованием в подводной части.

### Энергетическая установка

#### Главная энергетическая установка
Главная энергетическая установка включала в себя шесть трехколлекторных
котлов с горизонтальными пароперегревателями и подогревателями воздуха, но без экономайзеров в трех котельных отделениях, и шесть паровых турбин. Три турбины (высокого, среднего и низкого давления) и общий редуктор составляли турбозубчатый агрегат. Такая компоновка вызвала необходимость паразитных шестерён для ТВД и ТСД, что увеличило габариты и вес энергетической установки.
Котлы имели очень высокое по тем временам рабочее давление пара — (110 атм., температура — 510 °C.) и были крайне сложны в эксплуатации.

#### Электропитание
Электричество вырабатывали два турбогенератора марки AEG мощностью по 200 кВт. Были так же два дизель-генератора по 60 кВт и один — 30 кВт. Напряжение сети 220 V.

#### Дальность плавания и скорость хода
Проектная мощность составляла 70 000 л. с. при частоте вращения 475 об/мин, что должно было обеспечить скорость хода (при нормальной нагрузке) в 38 узлов (реальная скорость в боевой обстановке была порядка 36,5 узлов).
Запас топлива хранился в топливных танках, вмещавших 670—770 тонн мазута, что должно было обеспечить дальность плавания 4400 миль 19-узловым ходом. Фактические показатели дальности плавания составили 35—45 % от проектных
(расхода топлива на полном ходу превышал расчётный на 3,3 %, на экономическом — более чем на 46 %).
Гребные винты имели диаметр 3,25 м .

### Мореходность
Высота надводного борта по форштевню не превышала 5 м, что вместе с небольшим развалом носовых
шпангоутов и неудачной формой якорных клюзов приводило к большому брызгообразованию и заливаемости.

### Вооружение
Главный калибр эсминцев типов «Маас» и «Рёдер» состоял из пяти 127-мм орудий SK С/34. Реальный калибр орудия С/34 составлял 128 мм, длина ствола — 45 калибров. Оно имело лейнированный ствол с вертикальным скользящим затвором, гидравлический откатный механизм и два пружинных накатника. Дальность стрельбы 28 кг снарядом достигала 94 кбт(17 400 м). Живучесть ствола 1950 выстрелов.

#### Зенитное вооружение
20-мм автоматами С/30 2 cm (морской вариант 2 cm FlaK 30) в годы войны вооружались практически все корабли Кригсмарине. По своим характеристикам автомат превосходил все образцы лёгкого зенитного вооружения, имевшиеся к началу войны у союзников. По сравнению со знаменитым «Эрликоном», немецкий автомат обладал большей массой снаряда, дальностью стрельбы и досягаемостью по высоте, но уступал в скорострельности. Последняя на практике ограничивалась 120 выстрелами в минуту из-за неудачной конструкции затвора и ёмкости магазина (20 патронов), что заставляло делать частые паузы в стрельбе для перезарядки. Феноменальной была живучесть ствола, достигавшая 20 тыс. выстрелов!
Впоследствии была разработана улучшенная модель С/38 (морской вариант 2 cm FlaK 38), магазин которой вмещал 40 патронов, а практическую скорострельность удалось довести до 220 выстр./мин (практическая скорострельность Эрликон-SS (1942 год) составляла 250—320 выстр./мин).

#### Торпедное вооружение
Торпедное вооружение включало в себя два 533-мм четырёхтрубных торпедных аппарата которые приводились в
действие вручную или дистанционно с мостика при помощи силового привода с гидравлическим двигателем. Торпеды G7a состоявшие на вооружении с 1938 года имели максимальную дальность 8000 м ходом 40 узлов. Боеголовка содержала 280 кг ТГА (тротил, гексоген, алюминий) или гексанита. Торпеда могла снабжаться контактным или магнитным взрывателем, однако в начале войны оба работали крайне ненадежно.

## Список эсминцев типа
| Название               | Верфь-строитель       | Дата закладки   | Дата спуска на воду | Дата вступления в состав флота | Дата вывода из состава флота/гибели | Судьба                                                                                           |
| ---------------------- | --------------------- | --------------- | ------------------- | ------------------------------ | ----------------------------------- | ------------------------------------------------------------------------------------------------ |
| Z-5 «Пауль Якоби»      | DeSchiMAG, Бремен     | 15 июля 1935    | 24 марта 1936       | 29 июня 1937                   | 1945                                | По репарациям передан Великобритании, в 1946 году передан Франции («Desaix»)                     |
| Z-6 «Теодор Ридель»    | DeSchiMAG, Бремен     | 18 июля 1935    | 22 апреля 1936      | 2 июля 1937                    | 1945                                | По репарациям передан Великобритании, в 1946 году передан Франции («Kleber»)                     |
| Z-7 «Герман Шёман»     | DeSchiMAG, Бремен     | 7 сентября 1935 | 16 июля 1936        | 9 сентября 1937                | 2 мая 1942                          | Погиб в Баренцевом море бою с британским крейсером «Эдинбург» и эсминцами «Форестер» и «Форсайт» |
| Z-8 «Бруно Хайнеманн»  | DeSchiMAG, Бремен     | 14 января 1936  | 15 сентября 1936    | 8 января 1938                  | 25 января 1942                      | Погиб на британской авиационной мине в Ла-Манше                                                  |
| Z-9 «Вольфганг Зенкер» | Germaniawerft, Киль   | 22 марта 1935   | 27 марта 1936       | 2 июля 1938                    | 13 апреля 1940                      | Взорван экипажем после израсходования боезапаса в Уфут-Фьорде, Норвегия                          |
| Z-10 «Ганс Лоди»       | Germaniawerft, Киль   | 1 апреля 1935   | 14 мая 1936         | 13 сентября 1938               | 1945                                | По репарациям передан Великобритании                                                             |
| Z-11 «Бернд фон Арним» | Germaniawerft, Киль   | 26 апреля 1935  | 8 июля 1936         | 6 декабря 1938                 | 13 апреля 1940                      | Взорван экипажем после израсходования боезапаса в Уфут-Фьорде, Норвегия                          |
| Z-12 «Эрих Гисе»       | Germaniawerft, Киль   | 3 мая 1935      | 12 марта 1937       | 4 марта 1939                   | 13 апреля 1940                      | Погиб в Уфут-Фьорде, Норвегия, в бою с британскими эсминцами и линкором «Уорспайт»               |
| Z-13 «Эрих Кёлльнер»   | Germaniawerft, Киль   | 12 октября 1935 | 18 марта 1937       | 28 августа 1939                | 13 апреля 1940                      | Погиб в Уфут-Фьорде, Норвегия, в бою с британскими эсминцами и линкором «Уорспайт»               |
| Z-14 «Фридрих Инн»     | Blohm + Voss, Гамбург | 30 мая 1935     | 15 ноября 1936      | 6 апреля 1938                  | 1945                                | По репарациям передан СССР («Прыткий»)                                                           |
| Z-15 «Эрих Штайнбринк» | Blohm + Voss, Гамбург | 30 мая 1935     | 24 сентября 1936    | 31 мая 1938                    | 1945                                | По репарациям передан СССР («Пылкий»)                                                            |
| Z-16 «Фридрих Экольдт» | Blohm + Voss, Гамбург | 4 ноября 1935   | 21 марта 1937       | 28 июля 1938                   | 31 декабря 1942                     | Погиб в бою с британским крейсером «Шеффилд» в Баренцевом море                                   |